# Copa Estímulo
A Copa Estímulo egy argentin labdarúgókupa volt, amelyet az argentin labdarúgó-szövetségből (AFA) szervezett meg. A kupát 1920-ban alapították meg, a második és egyben utolsó torna pedig 1926-ban került megrendezésre.

## Története
1920-ban az argentin labdarúgó-válogatott Chilébe utazott, hogy részt vegyen az ott megrendezésre kerülő Copa Américán, ezért az argentin labdarúgó-szövetség megszakította a bajnokságot, amíg a Copa América le nem zajlott. Azzal a szándékkal, hogy a klubok a bajnokság szünetelése alatt is játszani tudjanak megalapították ezt a kupát. Az első tornán 10 csapat vett részt és két csoportból állt, ahol minden csapat játszik mindenkivel. A kupát még azelőtt még az 1. forduló befejezése előtt félbehagyták. A Huracánt (a 'Norte' csoport 1. helyezettje) hirdették ki győztesnek, mert a másik csoport első helyezettje (Banfield) kilépett a szövetségből.

## Eredmények
| Szezon | Győztes      | Eredmény | Második           | Helyszín                        |
| ------ | ------------ | -------- | ----------------- | ------------------------------- |
| 1920   | Huracán      | ―        | Banfield          | ―                               |
| 1926   | Boca Juniors | 3–1      | Sportivo Balcarce | Estadio Gasómetro, Buenos Aires |

## Fordítás
Ez a szócikk részben vagy egészben  a   Copa Estímulo című angol Wikipédia-szócikk fordításán alapul.  Az eredeti cikk szerkesztőit annak laptörténete sorolja fel. Ez a jelzés csupán a megfogalmazás eredetét és a szerzői jogokat jelzi, nem szolgál a cikkben szereplő információk forrásmegjelöléseként.